# Rezistența franceză

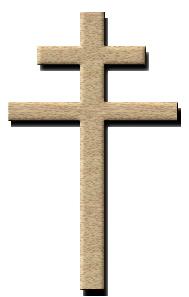
Crucea de Lorena, Simbolul ales de către de Gaulle pentru rezistență

Rezistența franceză (în limba franceză: Résistance intérieure française, sau pe scurt La Résistance), este numele generic pentru toate mișcările clandestine care, în timpul celui de-al Doilea Război Mondial , au continuat lupta împotriva Axei și a colaboraționișților francezi până la pe 22 iunie 1944 – ziua eliberării.
Lupta Rezistenței a constat în acțiuni de culegere de informații, sabotaj și operațiuni militare împotriva trupelor de ocupație (în principal a celor germane), dar și împotriva forțelor regimului de la Vichy. Rezistența a inclus și aspecte mai puțin sângeroase, așa cum a fost constuirea unei vaste rețele a presei ilegale, emiterea pe unde radio a unor emisiuni informative și propagandistice, falsificarea de acte, organizarea de greve și demonstrații, ascunderea, călăuzirea și scoaterea din țară a prizonierilor de război Aliați sau a piloților Aliați doborâți deasupra Europei, a celor care fugeau de Service du travail obligatoire ca și a evreilor persecutați.
Rezistența s-a manifesta atât în orașe cât și în zonele rurale, în mod special după nașterea mișcării maquis în primăvara anului 1943. Armata nevăzută a adunat în rândurile ei oameni din toate straturile sociale și toate meseriile și a fost ținta represiunii teribile din partea RSHA (din care făcea parte și Gestapoul), Abwehrului, Wehrmachtului, dar și din partea Milice française, (poliția așanumitului Etat français – Regimul de la Vichy).
Deși Rezistența activă și organizată nu au reprezentat niciodată mai mult de 2 – 3% din populația franceză, ea nu ar fi putut supraviețui și nici dezvolta fără sprijinul popular masiv, în special în timpul „maquisului”.
Istoria Rezistenței interne este foarte diferită de cea a Franței libere, dar este strâns legată de aceasta din urmă. Generalul de Gaulle, lider al Franței libere, avea agenții săi în țara ocupată de germani prin rețeaua Bureau Central de Renseignements et d'Action (Biroul Central de Informații și Acțiune prin agenți precum Jean Moulin, Pierre Brossolette și Jacques Bingen. Acesta din urmă a acceptat sarcina să unifice Rezistanța internă, sub egida autorităților de la Londra și mai apoi a celor de la Aleger. Crearea Conseil National de la Résistance de către Jean Moulin, pe 27 mai 1943, apoi a Forces Françaises de l'Intérieur (FFI) de către Jacques Bingen pe 1 februarie 1944, au marcat pietrele de hotar a procesului de unificare, care a fost uneori dificil, dar fără ceva asemănător în resul Europei ocupate.
Au existat forme ale Rezistenței în Africa de Nord și în restul Imperiului colonial francez.

## Diferitele moduri de abordare a Rezistenței
Istoricul luptei de rezistența, Olivier Wieviorka, arată că Rezistența poate fi luată în considerată după o logică a războiului, de care sunt legate rețele conspirative și conflictele armate sau de o logică a ocupației, căreia îi corespund mișcările și formele de luptă civile. Henry Michel, fondatorul „Comitetului de istorie a celui de-al doilea război mondial”, definește Rezistența ca fiind „totalitatea bătăliilor purtate în numele libertății patriei și a respectabilității umane” împotriva ocupantului și a colaboratorilor lui.

### Franța Liberă și Rezistența interioară
Pe 18 iunie 1940, generalul Charles de Gaulle a rostit un discurs radiodifuzat prin care a cerut tuturor francezilor cu pregătire militară să vină să se alăture celor care se aflau deja în Anglia și aleseseră să continue lupta împotriva germanilor. Cei care au răspuns apelului său au fost numiți de cele mai multe ori drept luptători ai „Franței Libere”, sau mai simplu „Rezistența exterioară”. „Rezistența interioară” era formată din bărbații și femeile care s-au opus ocupantului nazist sau a legalității guvernului de la Vichy, până la ocuparea întregii țări de germani în noiembrie 1942.
La început, în 1940, Franța Liberă a creat în metropolă doar o rețea de informații, iar primele contacte cu rezistența interioară au fost stabilite doar la sfârșitul anului 1941. unificarea ambelor mișcări de rezistență sub conducerea generalului de Gaulle, realizată în principal datorită eforturilor lui Jean Mouluin din 1942 – 1943, a întâmpinat unele dificultăți de început.
Pentru a reprezenta rezistența comună a „Franței Captive” și a „Franței Libere”, această ultimă mișcare a fost redenumită „Franța Combatantă” în iulie 1942.

### Punctul de vedere administrativ
În sarcina istoricilor a fost pusă sarcina definirii categoriei celor care pot să se numească membrii ai „Rezistenței”. O definire corectă a fost necesară pentru a determina din punct de vedere administrativ pe cei care au dreptul să acceadă la pensiile la care erau îndreptățiți veteranii mișcării. O astfel de definiție era foarte importantă și pentru văduvele și orfanii celor aproximativ 60.000 de deportați politic care nu s-au mai întors din lagărele germane de concentrare, sau a văduvelor și orfanilor celor aproximativ 30.000 de luptători pentru libertatea Franței împușcați de ocupant între 1940 – 1944.
Până la sfârșitul războiului, „Bureau central de renseignements et d'action (Biroul central de informații și acțiune)” (BCRA) din Londra avea în evidență 250.000 de „combatanți voluntari ai Rezistenței”, propuși pentru recunoaștere de cele 45 de rețele ale Rezistenței Franceze și de cele 270 de rețele ale Franței Combatante.
În conformitate cu definiția administrativă bazața pe evidențele mai sus amintite, membrii rețelelor SOE nu erau considerați membri ai rezistenței, de vreme ce ei au fost în slujba unei organizații străine – Regatul Unit. Unele dintre mișcările de rezistență din Franța au oferit cu mai multă largheță statutul de luptători, uneori unor candidați suspecți.

### Punctul de vedere militar
Istoricii au vrut să facă o estimare a diferitelor manifestări ale Rezistenței dintr-un punct de vedere militar. Dwight David Eisenhower aprecia că efectivele Rezistenței se ridicau la echivalentul a 15 divizii ale Aliaților (150.000 – 300.000 de oameni): „Cartierul nostru general estimează că, în acest moment, valoarea ajutorului adus de FFL în campanie reprezintă echivalentul în oameni a 15 divizii, mulțumită ajutorului lor viteza înaintării prin Franța a fost facilitate în mare măsură”.
Din punctul de vedere Aliat, acțiunile Rezistenței care nu aveau un caracter militar nemijlocit, de exemplu presa ilegală, nu puteau fi luate în calculul decât dacă provocau o scădere a capacității de luptă a inamicului în relație cu forțele Aliaților. În plus, acțiunile de salvare evreilor, care erau ținte ale planurilor naziste de exterminare, nu sunt luate în calcul din punct de vedere militar.

### Punctul de vedere politic
Istoricii pot avea și un punct de vedere strict politic, contrar celui militar, prin care lupta Rezistenței este considerată importantă prin impactul ei asupra situației politice, în principal prin legitimitatea pe care a câștigat-o Franță Liberă și prin contribuția pe care a avut-o la eliberare.
Rezistența a împiedicat apariția unei perioade de vid de putere imediat după eliberare, a împiedicat izbucnirea unui război civil sau impunerea unei administrații străine, a restabilit rapid libertatea și a reprezentat un rezervor remarcabil de noi lideri politici naționali și locali. În 1946, trei sferturi dintre parlamentari erau foști luptători ai Rezistenței. Tot Rezistența se află la originea refondării alianței sociale franceze prin programul Consiliului național al Rezistenței din 15 martie 1944, care a pus bazele marilor reforme sociale și economice de după eliberare. Din acest punct de vedere, acțiunile militare ale Rezistenței au avut valoare doar dacă au avut un anumit grad de eficiență politică.
Dar un număr de rețele și chiar de mișcări (precum „Organisation de résistance de l'armée”) au refuzat cu obstinație să „facă politică”. Dimpotrivă, mulți foști luptători ai Rezistenței, în special cei din rândurile comuniștilor, și-au manifestat amărăciunea de a nu fi reușit să schimbe societatea și viața politică într-atât pe cât ar fi dorit (Claude Bourdet, Henry Frenay).
În perticular, Rezistența a fost puternic divizată asupra soartei partidelor politice în perioada postbelică. Emmanuel d' Astier de la Vigerie și Henri Frenay și alți lideri ai luptei de eliberare doreau scena politică să fie dominată de un mare „partid al Rezistenței”, care să înlocuiască vechile partide compromise. Ei considerau că partidele politice s-au prăbușit odată cu a treia Republică, ele neapărând în general în structurile Rezistenței. Jean Moulin a purtat îndelungate lupte politice cu Pierre Brossolette sau Henry Frenay pentru acceptarea partidelor în Consiliul Național al Rezistenței (iunie 1943). Aliații nu înțelegeau împotrivirea unor lideri la acceptarea partidelor în acest Consiliu. Revigorarea rapidă a partidelor și incapacitatea Rezistenței de a crea propriile formațiuni politice în perioada de după război este încă o sursă de polemici, în special prin prisma numeroaselor dezamăgiri create de a treia Republică, etichetată de cele mai multe ori drept „regimul partidelor”.
Implicarea masivă a comuniștilor, socialiștilor și creștin-democraților au făcut totuși ca partidele respective să joace un rol de primă mărime în Franța eliberată. De obicei, o mișcare a rezistenței nu avea nimic în comun cu un partid politic. O asemenea mișcare recruta pentru cooperare indivizi cu convingeri politice eterogene, (deși unele mișcări au fost considerate mai de stânga sau mai de dreapta), iar în cadrul ei nu funcționa democrația internă de partid și nici nu se ținea o evidență scrisă a membrilor, iar liderii nu erau aleși în mod liber.
În plus, Rezistența nu a putut schimba viața politică în cei patru ani de existență. Socialismul, comunismul, radicalismul și celelalte mișcări politice existau de mai multe decenii și încercau să se impună în conștiințele francezilor. Luptătorii rezistenței formau aproximativ 2 – 3% din populație, iar vederile lor politice nu însemanu prea mult pentru majoritatea populației cu drept de vot.
Léon Blum, pe vremea când era încă în închisoare, sublinia că partidele sunt esențiale pentru democrație și orice încercare de a le descalifica și a le înlocui putea să ducă la autoritarism și antiparlamentarism, caracteristici ale regimului-marionetă de la Vichy din deceniul al patrulea.
Pe de altă parte, în ciuda faptului că luptătorii Rezistenței au avut o influență politică remarcabilă, iar mulți dintre ei au avut cariere publice strălucite în perioada postbelică, Rezistența ca un tot nu a reușit să supraviețuiască sub o formă politică organizată..

### Motivația implicării în luptă a luptătorilor Rezistenței
Elementele politice și militare ale Rezistenței pot fi într-o oarecare măsură separate. De fapt, pot fi sesizate două aspecte ale activității Rezistenței în Franța în timpul celui de-al doilea război mondial:
- o reacție națională contra ocupantului străin și o „luptă militară pentru independența patriei”, care era principala motivație a majorității luptătorilor Rezistenței.
- o „luptă politică și morală împotriva nazismului”, contra dictaturii, rasismului și deportărilor, care poate explica prezența unor germani în rândurile Rezistenței franceze și a organizării unei mișcări de rezistență a antifasciștilor germani între 1942 și 1944. În cadrul acestei mișcări morale trebuie situate „Mișcarea împotriva rasismului și pentru prietenie între popoare”, care publica Fraternité și J'Accuse, sau rețelele creștinilor aflate la originea organizației ”Témoignage Chrétien”. Tot în cadrul acesti componente morale poate fi situată și rezistența troțkistă franceză, ca și unitățile spaniole de guerilă din sud-vestul țării.

Aceste două reacții se împleteau de multe ori, în special în cazul socialiștilor, activiștilor radicali, în special a republicanilor de dreapta sau a comuniștilor.

## Factorii externi (scurtă cronologie)

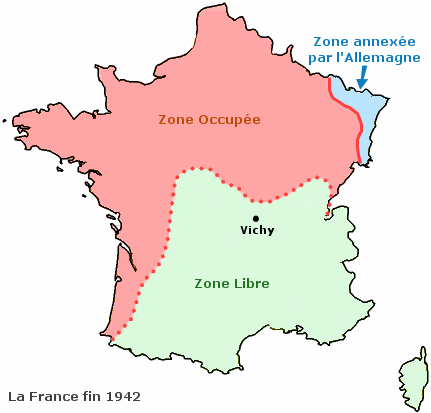
Zona liberă și zona ocupată.
Până în noiembrie 1942, când germanii au ocupat întreaga Franță, condițiile de dezvoltarea a Rezistenței în "zona liberă", respectiv în "zona ocupată" au fost diferite

Istoria rezistenței franceze este determinată în parte de un anumit număr de factori externi decurgând din contextul istoric al celui de-al doilea război mondial și al ocupației Franței. Mai jos sunt arătate datele celor mai importante evenimente legate de Rezistență:
- 30 septembrie 1938: semnarea acordului de la München;
- 23 august 1939: semnarea pactului de neagresiune sovieto-german;
- 3 septembrie 1939: ca urmare a invadării Poloniei, Regatul Unit și Franța declară război Germaniei Naziste;

.* 17 iunie 1940: mareșalul Philippe Pétain acceptă încetarea luptelor și semnarea armistițiului cu Germania; 
- 18 iunie 1940: apelul generalului de Gaulle: militarii și specialiștii în armament sunt chemați să se alăture celor care aleseseră continuarea luptei împotriva invadatorilor germani;
- 22 iunie 1940: armistițiului franco-german de la Compiègne;
- 11 iulie 1940: Philippe Pétain își arogă titlul de șef al așa-numitului État français;
- 24 octombrie 1940 : Philippe Pétain și Adolf Hitler cad de acord asupra principiilor colaborării politice în timpul unei întalniri la Montoire;
- 22 iunie 1941: Wehrmachtul atacă Uniunea Sovietică;
- 8 decembrie 1941: SUA intră în război de partea Aliaților ca urmarea atacării de către japonezi a bazei de la Pearl Harbor.
- 4 septembrie 1942: instaurarea Serviciului de muncă obligatorie (STO);
- 8 noiembrie 1942: declanșarea debarcării aliate în Africa de nord;
- 11 noiembrie 1942: la Wehrmacht începe ocuparea „Zoni Libere”;
- 30 ianuarie 1943: crearea miliției franceze, care înlocuia în mod formal forțele armate franceze de după armistițiu, dar care va fi în principal o forță de luptă împotriva Rezistenței;
- 2 februarie 1943: capitularea Armatei a VI-a germane la Stalingrad;
- 16 februarie 1943: emiterea unei a doua legi cu privire la Serviciul de muncă obligatorie, apariția primilor luptători ai maquisului.
- 6 iunie 1944: declanșarea debarcării din Normandia;
- 15 august 1944: debarcarea franco-americană de pe coastele din Provence.
- 19 25 august 1944: Eliberarea Parisului;
- 23 noiembrie 1944 : Eliberarea Strasbourgului;
- 8 mai 1945 : Sfârșitul celui de-al doilea război mondial în Europa.

## Originile mișcării de rezistență

### Sociologie
Luptătorii din Rezistență au fost bărbați și femei de toate vârstele, dar în special tineri și foarte tineri.
Luptătorul din Rezistență Emmanuel d'Astier de la Vigerie, în documentarul „Le Chagrin et la pitié (Regretul și compătimirea)", a încercat să acredieze o imagine a luptătorilor de „inadaptați”, oameni aflați în afara societății. În realitate, chiar dacă în rândurile Rezistenței au fost și personaje romantice sau boeme, așa cum a fost chiar d'Astier, o cercetare serioasă demonstrează că marea majoritate a luptătorilor au fost căsătoriți, aveau o slujbă sau practicau o meserie liberală oarecare. Printre ei se aflau academicieni, profesori, jurnaliști, ingineri, clerici, soldați, burghezi și aristocrați, dar și muncitori calificați, mici patroni de magazine sau meșteșugari. În contradicție cu părearea general acceptată, marea majoritate nu trăiau în clandestinitate, ci duceau o viață dublă, de luptători și de membri ai comunităților lor.
Printre luptătorii Rezistenței se întâlneau toate orientările politice, filozofice sau religioase. Evreii, creștin-democrații, socialiștii sau comuniștii erau reprezentați în proporții semnificativ egale în rândurile Rezistenței.
Anumite categorii au fost criticate pentru slaba lor participare la lupta împotriva ocupantului, (în special de cercurile de stânga): țăranii, (cel puțin până la crearea mișcării maquis în 1943), și în special clasa de mijloc și patronii. Catolicul François Mauriac scria în 1943: „doar clasa muncitoare a rămas în masă credincioasă patriei rănite”. Dacă din rândul patronilor au fost puțini indivizi implicați în lupta Rezistenței (printre aceștia aflându-se cei de la Peugeot sau Michelin), pe de altă parte, numeroase elemente considerate elemente conservatoare, precum clericii, militarii de carieră sau aristocrații au dat un mare număr de jertfe în timpul conflictului.
Numeroși cetățeni străini au luptat în rândurile Rezistenței franceze: italieni antifasciști, germani antinaziști, republicani spanioli, refugiați polonezi sau imigranți armeni și evrei apatrizi. Toți aceștia puteau fi întâlniți la toate nivelurile de responsabilitate și în toate formele de luptă clandestină.
François Marcot a încercat să răspundă la întrebarea „câți au fost?” și a propus o cifră de minimum 200.000 pentru anul 1944 și o implicare a cel mult 500.000 de persoane.
În rândurile maquisiului, marea majoritate a luptătorilor o forma bărbații tineri. În rândul maquisului din Bourgogne, de exemplu, 90% din maquisarzi erau bărbați tineri necăsătoriți, în general cu vârste cuprinse între 22 și 25 de ani..
Membrii Rezistenței interne erau în special orășeni. Fiecarei mișcări de rezistență îi era caracteristică o anumită categorie de persoane. Astfel, „Organisation civile et militaire” gupa în special oameni de vârsta a doua, de cele mai multe ori persoane cu funcții de conducere din zona privată sau a administrației publice. „Défense de la France” își recruta membrii dintre studenți și funcționarii publici. „Frontul național” creat de comuniști avea o caracteristică muncitorească distinctă la înființare, dar și-a pierdut treptat în timp acest specific..
Rețelele și mișcările Rezistenței recrutau în mod special anumite categorii profesionale: militari de carieră, muncitori feroviari, reprezentanți comerciali, (care călătoreau mult), dar și numeroși proprietari de magazine, (care erau folosiți pe post de „cutii poștale”). Astfel, printre cei 600 de agenți ai rețelei Manipule, 20% erau femei iar jumate erau sub 30 de ani. cei mai mulți dintre ei erau orășeni, 50% erau muncitori calificați sau tehnicieni din diferite ramuri industriale, iar 25% erau funcționari de grad inferior, iar restul erau studenți, militari sau persoane cu ocupații liberale. 13% erau veterani ai primului război mondial, 36% luptaseră și în al doilea război mondial, iar până la 40% nu își sadisfăcuseră serviciul militar..

### Femeile și Rezistența
Femeile au reprezentat aproximativ 15 – 20% dintre luptătorii Rezistenței și cam 15% dintre deportații politic în lagărele de concentrare.
Ele nu au ocupat în general funcții de conducere. Lucie Aubrac, o figură emblematică a Rezistenței, nu a avut niciodată un rol important în ierarhia mișcării „Libération-Sud Helen Viannay, o luptătoare mult mai cultivată decât soțul ei, Philippe Viannay, fondatorul „Défense de la France”, nu a scris niciun articol pentru ziarul clandestin omonim. Pe de altă parte, Suzanne Buisson, cofondator al „Comité d'action socialiste” a fost trezorierul organizației până în momentul arestării sale. Marie-Madeleine Fourcade a fost șefa unei rețele de spionaj, dar mai trebuie spus că britanicii o credeau bărbat!
În cadrul luptei armate s-au implicat doar câteva femei. În vreme ce femeile reprezentau o prezență normală, numeroasă și chiar temută în rândurile mișcărilor de rezistență din Italia, Grecia, Iugoslavia sau Uniunea Sovietică, în Franța ele puteau fi întâlnite mai degrabă în cadrul mișcării rurale „maquis”.
Femeile au organizat demonstații ale gospodinelor în 1940, au fost active în „comitetele populare” ale organizațiilor clandestine comuniste, au asigurat încurajarea și sprijinul general material greviștilor sau celor care se eschivau de la serviciul de muncă obligatorie. Ele au fost folosite ca dactilografe și ca agenți de legătură, în parte pentru că germanii erau mai puțin bănuitori cu femeile, cât și datorită faptului că raziile și verificările făcute împotriva celor care se eschivau de la serviciul de muncă obligatorie nu viza și femeile. Olivier Wieviorka afirmă că strategia mișcărilor de Rezistență era aceea de a folosi femeile la vedere, pentru că ele erau mai puțin expuse represiunii germane și a regimului de la Vichy.
Dacă CNR-ul a neglijat să menționeze în cadrul programului său politic din martie 1944 dreptul femeilor la vot, generalul de Gaulle a semnat la 21 aprilie 1944 la Alger ordonanța prin care dreptul egal al femeilor la vot, în aceleași condiții cu dreptul bărbaților. Rolul femeilor în mișcarea de rezistență primea astfel o recunoaștere de la cel mai înalt nivel.
O mențiune specială ar trebui făcută în cazul cuplurilor care au participat la luptă, ai căror membri nu ar fi reușit îndeplinirea sarcinilor lor fără sprijinul partenerului de viață: Cécile și Henri Rol-Tanguy, Raymond și Lucie Aubrac, Paulette și Maurice Kriegel-Valrimont, Hélène și Philippe Viannay, Marie-Hélène și Pierre Lefaucheux, Clara și Daniel Mayer și mulți alții.
Printre luptătorii din Rezistență au existat destul de numeroase cazuri al formării unor famiilii în clandestinitate, cupluri care au avut copii, dar nu au întrerupt nicio clipă lupta armată. Unii dintre luptători au salvat viața partenerului lor de viață, așa cum au făcut-o Lucie Aubrac ori Mary-Helen Lefaucheux. Alții și-au urmat partenerii de viață în arest, au suferit torturi, moartea sau deportarea. A rămas celebru convoiul din 24 ianuarie 1943, format la Auschwitz din luptătoare ale Rezistenței franceze, (cu toate neevreice și în majoritate comuniste), văduve ale unor luptători executați, precum Maïa Politzer, soția lui Georges Politzer, sau Hélène Solomon, fiica savantului Paul Langevin și soție a scriitorului Jacques Solomon.

### Armata și administrația
Înțelegerile de armistițiu limitaseră efectivele armatei guvernului de la Vichy la 100.000 de soldați, staționați exclusiv în zona care rămânea neocupată. Printre acești soldați, care erau parte a acestei armate sau au fost demobilizați, erau numeroși indivizi care doreau să se pregătească revanșa împotriva Gemaniei, dar nu erau dispuși să se alăture generalului de Gaulle în Anglia. La fel ca majoritatea francezilor, ei rămâneau credincioși noului șef al statului, mareșalul Pétain.
Căpitanul Henri Frenay, care fusese repartizat după armistițiu în biroul al 2-lea al armatei, s-a implicat la sfârșitul anului 1940 în organizarea unei mișcări de luptă, creată după toate regulile organizațiilor cladestine, care avea să devină una dintre cele mai importante mișcări de rezistență din Franța.
În zona ocupată de germani, Alfred Touny a fondat „Organizați civilă și militară” (OCM).
Căpitanul Paul Paillole, șeful serviciilor de contraspionaj până la înfrângere, a continuat să exercite această funcție și după armistițiu, dar a colaborat cu britanicii și a continuat să vâneze agenții Abwehrului și RSHA-ului.
Un al doilea val de militari aveau să se angajeze în Rezistență după invadarea „zonei libere” în noiembrie 1942 în mai multe organizații:
- În „Organizația de rezistență a armatei” (ORA) de sub conducerea generalului Aubert Frère, care fusese membru al tribunalului care îl condamnase pe generalul de Gaulle, s-au adunat la sfârșitul anului 1942 un mare număr de ofițeri și subofițeri. Această mișcare a fost proclamată „apolitică”, (în fapt era o mișcare conservatoare);

- În OCM.

### Rețelele BCRA
În octombrie 1941, în cadrul mișcării Franței Libere aflate sub controlul lui de Gaulle, a fost creată Biroul Central de Informații și Acțiuni Militare (BCRA), în frunte cu André Dewavrin (colonelul Passy). BCRA era specializat în operațiuni de spionaj și de sabotaj. Rețelele BCRA, create și conduse de la Londra, se aflau oarecum la granița dintre Rezistența interioară și Rezistența exterioară.
„Confrérie Notre-Dame” a fost una dintre cele mai faimoase organizații ale acestei rețele și a fost creată de Gilbert Renault (colonel Rémy) în noiembrie 1940, într-o perioadă în care serviciile secrete al Franței Libere nu fuseseră botezate BCRA.
Ofițerul de marină Honoré d'Estienne d'Orves a creat în zona ocupată o rețea de 26 de persoane, care a fost destrămată în mai 1941, iar conducătorul ei a fost executat la sfârșitul luni august 1941.
În timpul călătoriei sale la Londra din aprilie 1942, Christian Pineau și-a luat angajamentul să creeze o nouă rețea de informații, „Phalanx”. În 1943, oficialii Franței Libere au reușit să obțină unificare mișcărilor de rezistență și de informații din subordinea lor. A fost creată o nouă rețea de informații specializată în informații militare, „Gallia, atașată BCRA.

### Serviciile secrete britanice și cele americane
După evacuarea trupelor britanice de la Dunkirk și înfrângerea armatelor franceze (iunie 1940), Churchill a hotărât ca, mai înainte ca armata de sub conducerea sa să mai pună debarce pe continent, să se organizeze o vastă rețea de spionaj și sabotaj în Europa ocupată. Pe 19 iulie a fost creat în acest scop SOE (Biroul de Operațiuni Speciale).
În cadrul SOE, conducerea secțiunii franceze, așa-numita „secție F”, a fost asigurată din noiembrie 1941 de Maurice Buckmaster. Rețeau SOE din Franța a mai fost numită și „rețeaua Buckmaster”. Parașutările agenților în Franță au început în mai 1941, dar doar din septembrie 1942 această acțiune a căpătat amploare. Agenții parașutați au recrutat numeroși agenți în Franța care se aflau sub comanda directă a britanicilor de-a lungul întregii perioade a războiului. Drept urmare, secțiune franceză „F” privea rețele non-gaulliste, așa cum era „Organisation de résistance de l'armée”. Pe de altă parte, secțiunea „RF” colabora cu BCRA, iar secțiunea „AMF” (din Alger) a colaborat pentru puțină vreme cu giraudiștii, după care s-a pus în serviciile gaulliștilor. Existența rețelei „FR” a provocat mânia generalului de Gaulle, care a cerut de mai multe ori fără succes desființarea ei. Generalul nu era de acord cu existența unei rețele care să nu se afle sub controlul FFL..
Istoricul britanic M. R. D. Foot a afirmat că SOE a trimis în Franța 1.800 de agenți, (dintre care 50 erau femei), pe toată durata conflictului. Un sfert dintre aceștia au fost arestați. Deși pare mult, proporția celor arestați a fost mai mică decât în cazul agenților britanici capturați de germani în alte țări: 50% în Olanda și 33% în Belgia. Agenții SOE au înarmat 250.000 de luptători francezi din Rezistență și au efectuat misiuni de sabotaj. Generalul Eisenhower a apreciat că operațiunile agenților francezi ai SOE au echivalat cu acțiunile a șase divizii Aliate.
SOE nu era singurul serviciu special britanic care opera pe teritoriul francez. Serviciul de informații MI6 a creat mai multe rețele în Franța și a sprijinit mai multe altele, printre care „Alliance”, „Jade-Fitzroy” și cea a ofițerilor de informații a Regimului de la Vichy care aleseseră să se alăture luptei antigermane. Aceștia din urmă au ales să colaboreze strâns cu BCRA..
Creat în 1942, Biroul (american) de Servicii Strategice și-a desfășurat cea mai mare parte a activității în Europa și în regiunea Mediteranei, serviciile de informații militare s-au ocupat de zona pacifică, iar FBI a preluat responsabilitatea Americii Latine. OSS avea trei „antene”: în Londra, la Geneva și la Tangier. Dacă prima colabora cu SOE, politica OSS diferea de cele ale serviciile britanice: americanii preferau să ajute rețelele negaulliste, în special pe cele controlate sau inspirate de generalul Henri Giraud. OSS au propus Mișcărilor unite ale Rezistenței (MUR) o sumă de trei ori mai mare decât cea asigurată de Franța liberă și punera la punct a unei rețele de trecere secretă între Franța și Elveția în schimbul primirii cu prioritate a informațiilor obținute.
Pierre Bénouville, responsabilul cu relațiile externe al MUR, a acceptat să efectueze o legătură între „antena” elvețiană a OSS și MUR pe de-o parte, MUR și și Franța ocupată pe de altă parte. Robert Belot a văzut în aceasta o încercare de MUR de Franța Liberă. Robert Belot considera mai degrabă că este vorbă de o consecința unei finanțări insuficiente, urmat de refuzul serviciilor britanice de a contribui la echilibrarea financiară. Jean Moulin s-a opus cu toată puterea acestei înțelegeri, dar după moartea lui, înțelegerea a fost aplicată în cele din urmă..
Agenția americană a întâmpinat mai puține greutăți cu „Adunarea națională a prizonierilor de război” a lui François Mitterrand și Maurice Pinot, care a fost finanțată de OSS datorită intervenției lui Pierre Bénouville. OSS a fost multă vreme reticent cu privire la Charles de Gaulle, dar în cele din urmă, pe la mijlocul anului 1944, a început să-l considere pe general „singurul lider politic posibil al momentului”.
SOE și OSS au creat în 1944 „Jedburgh”, grupuri de trei oameni – un francez, un elglez și un american – parașutați în uniforme militare după debarcarea din Normandia pentru a ajuta luptătorii maquis.

### Rezistența comunistă

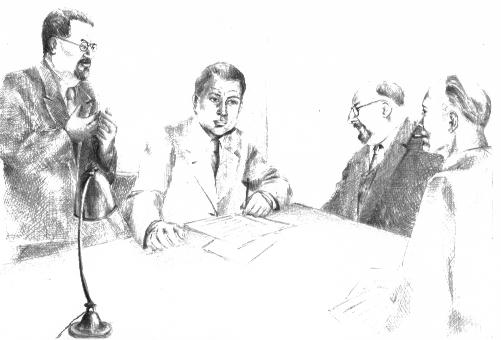
Reuniune clandestină a secretariatului PCF în 1943. De la stânga la dreapta: Benoit Frachon, Auguste Lecoeur, Jacques Duclos și Charles Tillon

Partidul Comunist Francez a trecut în clandestinitate în septembrie 1939, după semnarea pactului de negresiune germano-sovietic.
Până în aprilie 1941, comuniștii nu s-au implicat în lupta dintre britanici și germani, dar începând din iunie 1941, invadarea URSS de către naziști comuniștii francezi s-au implicat activ în lupta împotriva ocupantului. Experiența clandestinității le-a oferit comuniștilor un avantaj major față de alte mișcări de rezistență.
Aripa militară a Partidului Comunist era destul de slabă când, în august 1941, Fabien a organizat prima tentativă de asasinat împotriva unui ofițer german. În scurtă vreme însă, comuniștii aveau să-și dezvolte o mișcare militară de rezistență foarte bine organizată „Francs-tireurs et partisans français”(FTPF), aflată sub conducerea lui Charles Tillon. Această organizație era deschisă și necomuniștilor, dar se afla sub controlul politic și militar al PCF.
Acest fapt era valabil și pentru „Frontul Național”, mișcarea rezistenței politice, organizată după profesie. Cea mai mare imporatntă mișcare a maquisul francez, cea din Limousin, se afla sub conducerea francezilor și era condusă de Georges Guingouin care a format primul grup din propria sa inițiativă. Mai târziu, folosindu-se de regulile clandestinității, Guingouin a păstrat separate aripile militară și politică a mișcării sale.
Comuniștii erau prezenți și în mișcările necomuniste ale rezistenței. De multe ori, comuniștii nu ocupau o poziție importantă în partid în perioada interbelică, dar care pierduseră din cauza clandestinității legătura cu liderii comuniști, s-au alăturat altor mișcări de rezistență. Mai târziu, după ce PCF a reușit să refacă legăturile cu toți membrii alflați în lupta clandestină, i-a încurajat pe cei care deveniseră membrii altor organizații de luptă să rămână în acestea. De exemplu, Jean-Pierre Vernant, profesor universitar care, la terminarea războiului, devenise responsabil al FFI din 9 departamente din sud-vest, a dezavuat pactul germano-sovietic și s-a realăturat   mișcării de rezistență „Libération-Sud”.

### Rezistența socialistă
Deși erau numeroși în cadrul mișcării de rezistență, socialiștii au fost mult mai puțin vizibili decât comuniștii, de exemplu, deoarece, spre deosebire de aceștia din urmă, deoarece socialiștii au legat rareori reconstrucția partidului cu participarea la lupta împotriva ocupantului. Rezistență socialistă a fost mult mai dispersată, într-o măsură mai mare decât cea comunistă, în principal datorită faptului că SFIO (Secțiunea Franceză a Internaționalei Muncitorești) era incomparabil mai puțin centralizat decât PCF, sprijinindu-se mai mult pe reprezentanții aleși și pe cadrele locale.
La sfârșitul verii anului 1940, Daniel Mayer a fost însărcinat de Léon Blum să reconstituie SFIO. În martie 1941, Daniel Mayer a creat în Nîmes, împreună cu alți activiști socialiști precum Suzanne Buisson și Félix Gouin, organizația „Comité d'action socialiste”, (CASE). O organizați similară fusese deja creată de Jean-Baptiste Lebas pentru regiunea „Nord-Pas-de-Calais” (atașată administrativ la Belgia) în ianuarie 1941. O altă CASE a fost fondată în septembrie  1940 pentru acoperirea zonei nordice a țării. În 1942, „Le Populaire”, organul de presă al SFIO din perioada 1921 – 1940, a reînceput să apară în condiții de clandestinitate. În același an, André Philip  s devenit comisar național al Franței Libere de pe continent, iar Félix Gouin s-a realăturat lui Charles de Gaulle la Londra ca reprezentant al socialiștilor. CASE sud s-a transformat în organizația SFIO din ilegalitate in martie 1943. Treptat, toate organizațiile CASE au început să se unească, procesul ajungând la apogeu în iunie 1943. Activistul SFIO  Pierre Brossolette s-a aflat în contact cu CASE sud, noul SFIO clandestin, și în același timp a activat în organizația rezistenței „Confrérie Notre-Dame”.
Socialiștii dețineau majoritatea în organizația rezistenței „Libération Nord”, care era principalul intermediar dintre rezistența internă și Franța Liberă.  „Organisation civile et militaire”, inițial o mișcare de dreapta, a virat de-a lungul războiului spre socialiști. Pe de altă parte, deși reprezentau cam jumate dintre luptătorii din  rețeaua „Libération-Sud”, influența politică a socialiștilor a fost disproporționat mai mică.
Mai mulți parlamentari socialiști au jucat un rol important în Rezistență, printre ei numărându-se Jean Biondi, Jean Bouhey, Édouard Froment, Lucien Hussel, Jules Moch, Jean Pierre-Bloch et Tanguy Prigent. François Camel și Marx Dormoy au fost asasinați. Jeans- Baptiste Lebas, Isidore Thivrier, Claude Jordery și Augustine Malroux au murit în lagăre germane. Editorul publicației clandestine Populaire a murit în lagărul de la Bergen-Belsen.

### Dreapta dură, extrema dreaptă și „vichysto-rezistenții”
Urmând exemplul lui Charles Maurras, fondatorul organizației „Action française”, pentru care căderea republicii a fost o „surpriză” divină, cercurile de extremă dreapta au privit Regimul de la Vichy foarte favorabil. Dar printre membrii organizațiilor de dreapta s-au aflat naționaliști care au ales să se angajeze în luptă împotriva ocupantului, în timp ce mulți alții s-au alăturat lui Pétain sau s-au implicat în acțiuni colaboraționiste.
Astfel, colonelul La Rocque a fondat „réseau (rețeaua) Klan”, pe care a legat-o de „réseau Alibi”. În același timp, La Rocque era agent al serviciilor britanice de informații. 
George Loustaunau-Lacau și Mary-Madeleine Fourcade, vechi membrie ai organizației profasciste și anticomuniste La Cagoule,  au fondat rețeaua Aliance, în vreme ce colonelul Groussard]], ofițer al serviciilor de spionaj ale Regimului de la Vichy, a fondat rețeaua „Gilbert”. Diferiți membri ai mișcării monarhiste „Action française”, precum Daniel Cordier, s-au alăturat luptei împotriva ocupantului nazist. Cordier a colaborat strâns cu Pierre Bénouville, unul dintre cei mai importanți coordonatori ai luptei de rezistență.
În anumite cazuri, contactul din clandestinitate cu alte organizații de luptă și cu persoane cu altă orientare politică a produs schimbări importante asupra celor care împărtășiseră în perioada interbelică vederi de dreapta. Aceștia au abandonat treptat ideile preconcepute antisemite și ura lor față de democrația parlamentară, sau pur și simplu și-au schimbat vederile tradiționaliste și conservatoare. Pierre de Bénouville și Mary-Madeleine Fourcade au ajuns deputați gaulliști după război, François Mitterrand a devenit un politician de stânga, Henry Frenay a evoluat spre umanism și socialism european, iar Daniel Cordier, membru al unei familii cu vechi tradiții monarhiste, antiparlamentare și antirevoluționare, a devenit un apropiat al republicanului  Jean Moulin.
Jean-Pierre Azéma a fost cel care a folosit pentru prima oară termenul  „vichysto- résistant” pentru a-i denumi pe cei care, loiali la început regimului de la Vichy, (sau doar marelului Pétain), s-au îndepărtat de acesta „fără posibilitatea de întoarcere” și s-au alăturat Rezistenței. Ar mai trebui spus că aceste persoane nu aparțineau de obicei dreptei dure sau extremei drepte. Claude Hettier de Boislambert s-a alăturat lui de Gaulle în vara anului 1940. Maurice Ripoche (fondatorul  „Ceux de la Libération”) deși a sprijinit regimul de la Vichy la început, nu a intrat în administrația pétainistă și și-a deschis în 1941 organizația de rezistență și francezilor cu vederi de stânga.

### Antifasciștii
Spre deosebire de extrema dreaptă, antifasciștii, foarte numeroși în mediul universitar, au avut un rol important în fondarea mișcării Libération-Sud. Emmanuel d' Astier de la Vigerie, conducătorul principal al mișcării era jurnalist. Jean Cavaillès era filozof și matematician la Universitatea din Strasbourg. Intelectualii antifasciști erau grupați în jurul unor lideri precum Jean Cassou și Boris Vildé în ceea ce ei numeau „Grupul Muzeului Omului”. Acest grup a tipărit un buletin de informare clandestin, Résistance, care a început să apară în decembrie 1940.

### Rezistența creștină
În 1940, majoritatea francezilor erau catolici. Ei au regăsit în credința creștină majoritatea motivațiilor necesare luptei de rezistență. Pe de altă parte însă, clerul catolic și cercurile religioase reprezentau principala sursă de sprijin pentru mareșalul , dar, în aceeași măsură, anumite cercuri de influență din Rezistență erau puternic motivate de credința catolică, așa cum era cazul rețelei „Liberté” fondată de François de Menthon. În aceeași categorie poate fi înscrisă și rețeaua  „Cahiers du Témoignage Chrétien”, fondată de preotul  Pierre Chaillet. Toți acești activiști considerau că apartenența lor la credința catolică le impune să se alăture mișcării de rezistență. Mișcările creștine grupau atât catolici, cât și protestanți și unitatea lor de luptă s-a făcut prin întărirea tendințelor unității ecumenice.

### Lucrări generale
- Jean-Pierre Azéma, De Munich à la Libération, 1938-1944, Editura du Seuil, Paris, 1979;
- Colectiv coordonat de Jean-Pierre Azéma și François Bédarida, La France des années noires (2 vol.), Editura du Seuil, Paris, 1993;
- Pierre Broué și Raymond Vacheron, Meurtres au maquis, Editura Grasset, Paris, 1997;
- Colectiv coordonat de Laurent Douzou, La Résistance et les Français : villes, centres et logiques de décision, Institut d'histoire du temps présent, 1995
- Henri Michel, Histoire de la Résistance : (1940-1944), 1958.
- Henri Michel, Les Courants de pensée de la Résistance, 1962.
- Henri Noguères, Histoire de la Résistance en France de 1940 à 1945 (5 vol.), Editura Robert Laffont, Paris, 1967.
- Marie Granet, Les Jeunes dans la Résistance, Editions France-Empire, 1985.
- Alain Guérin, La Résistance. Chronique illustrée 1930-1950 (5 Vol.), Livre Club Diderot, Paris, 1972.
- Roger Faligot și Rémi Kaufer, Les Résistants, Editura Fayard, Paris, 1989.
- Colectiv coordonat de François Marcot Dictionnaire historique de la Résistance, Robert Laffont, 2006.
- Dominique Peillon și Olivier Wieviorka, La Résistance in La France des années noires T2, Editura du Seuil, Paris, 1993.
- Eberhard Jäckel, La France dans l'Europe de Hitler, Editura Fayard, Paris, 1968.

### Monografii
- Henri Michel, Combat. Histoire d’un mouvement de Résistance, Presses universitaires de France, 1957
- Alya Aglan, La Résistance sacrifiée. Histoire du mouvement Libération-Nord, Flammarion, 1999
- Alya Aglan, Mémoires résistantes. Le réseau Jade-Fitzroy (1940-1944),  du Cerf, 1994
- Jean-Marc Berlière și Franck Liaigre, Le Sang des communistes, Paris, Fayard, 2004.
- Evelyne și Yvan Brès, Un maquis d'antifascistes allemands en France (1942-1944), Les Presses du Languedoc - Max Chaleil éditeur, 1987 ISBN 2-85998-038-5
- Arthur Calmette, L’« OCM », Organisation Civile et Militaire, Histoire d’un Mouvement de Résistance de 1940 à 1946, PUF, 1961, 228 p.
- Bernard Comte, L’honneur et la conscience. Catholiques français en Résistance (1940-1944),   de l’Atelier, 1998.
- Stéphane Courtois, Le PCF dans la guerre, Ramsay, 1980, 584 p.
- Stéphane Courtois, Denis Peschanski et Adam Rayski, Le sang de l’étranger. Les immigrés de la MOI dans la Résistance, Fayard, 1989, 470 p.
- Laurent Douzou, La Désobéissance. Histoire du mouvement Libération-Sud, Odile Jacob, 1995, 484 p.
- Marie Granet, Ceux de la Résistance,  de Minuit, 1964.
- Dominique Veillon, Le Franc-Tireur : un journal clandestin, un mouvement de résistance, Flammarion, 1977
- Olivier Wieviorka, Une certaine idée de la Résistance, Défense de la France 1940-1949, Seuil, 1995

### Tendințele politice din cadrul Rezistenței
- Jean-Pierre Azéma, Antoine Prost et Jean-Pierre Rioux, Le Parti communiste français des années sombres. 1938-1941,  Seuil, 1986
- Robert Belot, La Résistance sans de Gaulle, Fayard, 2006
- David Berry, « Les anarchistes français (1939-1945). Résistance et collaboration », Dissidences. Bulletin de liaison sur les études des mouvements révolutionnaires, nr. 12-13, octombrie 2002-ianuarie 2003
- Michèle Cointet, « Les radicaux dans la tourmente (1940-1944) », în Gilles Le Béguec și Éric Duhamel, La Reconstruction du parti radical, 1944-1946, l'Harmattan, 1993
- Bernard Comte, L'Honneur et la Conscience. Catholiques français en Résistance, 1940-1944, l'Atelier
- Stéphane Courtois, Le PCF dans la guerre, Ramsay, 1980
- Jean-Marie Guillon, « Les socialistes. Un comportement politique », în Laurent Douzou (și colectivul.) La Résistance et les Français : villes, centres et logiques de décision, Institut d'histoire du temps présent, 1995
- Pierre Guidoni și Robert Verdier (și colectivul.), Les Socialistes en Résistance, Séli Arslan, 1999
- Daniel Mayer, Les Socialistes dans la Résistance, Presses universitaires de France, 1968
- Henri Michel, Les Courants de pensée de la Résistance, Presses universitaires de France, 1962
- Denis Peschanski, « Les avatars du communisme français », în François Bédarida și Jean-Pierre Azéma (și colectivul.), La France des années noires,  Seuil, 1993
- Marc Sadoun, Les Socialistes sous l’occupation. Résistance et Collaboration, Presses de la FNSP, 1982
- Pierre Schill, Antifascisme et résistance ouvrière organisés autour de la CGT et du Parti communiste en Moselle annexée (1940-1945),  Arhivat în 20 mai 2008, la Wayback Machine.
- Olivier Wieviorka, Les Orphelins de la République. Destinées des députés et sénateurs français (1940-1945),  Seuil, 2001

### Jean Moulin și unificarea Rezistenței
- Jean-Pierre Azéma, « Des résistances à la Résistance », in La France des années noires T2, Seuil, Paris, 1993
- Jacques Baynac, Présumé Jean Moulin. Iunie 1940-iunie 1944,  Grasset, 2007
- Daniel Cordier, Jean Moulin. L'inconnu du Panthéon, Jean-Claude Lattès, 1989, 3 vol.
- Daniel Cordier, Jean Moulin. La République des catacombes, Gallimard, 1999.
- Jean-François Muracciole, Histoire de la résistance en France, PUF, Paris, 2003
- Henri Michel, Jean Moulin l'unificateur, 1964.
- Pierre Péan, Vies et morts de Jean Moulin, Fayard, Paris, 1998;
- Dominique Peillon, « Les Réseaux de Résistance », în La France des années noires, Seuil, 1993

### Biografii
- Alya Aglan și Jean-Pierre Azéma (și colectiv.), Jean Cavaillès résistant, ou la pensée en actes,  Flammarion, 2002
- Mireille Albrecht, Berty,  Robert Laffont, 1986
- Roger Bourderon, Rol-Tanguy,  Tallandier, 2004
- Jean Charbonnel, Edmond Michelet,  Beauchesne, 1987
- Collectiv, Albert Gazier (1908-1997). Autour d'une vie de militant,  Harmattan, 2006
- Jean-Frédéric Desaix, Christian Pineau,  Bruno Leprince, 2003
- Pierre Giolitto, Henri Frenay. Premier résistant de France et rival du Général de Gaulle,  Harmattan, 2005
- Monique Le Tac, Yvonne Le Tac, une femme dans le sièce (de Montmartre à Ravensbrück),  Tirésias, 2000
- Gérard Monédiaire, Georges Guingouin, premier maquisard de France, Limoges,  Souny-Penty, 1982
- Guy Perrier, Le Général Pierre de Bénouville, le dernier des paladins,  Rocher, 2005
- Guillaume Piketty, Pierre Brossolette, un héros de la Résistance,  Odile Jacob, 1998
- Jean Piat, Jean Lebas : de la Belle Époque à la Résistance, Roubaix, Maison du livre, 1994
- Martine Pradoux, Daniel Mayer, un socialiste dans la Résistance,  Atelier, 2002
- Pierre Péan, Une jeunesse française. François Mitterrand, 1934-1947,  Fayard, 1994
- Pierre Schill, "Jean Burger, un itinéraire pacifiste, antifasciste et résistant en Moselle (1932-1945)"
- René Vérard, Jean Pierre-Bloch, un Français du monde entier,  Corsaire, 1997
- Jean-Pierre Tuquoi, Emmanuel d'Astier. La Plume et l'Épée,  Arléa, 1987
- Nancy Wood, Germaine Tillion, une femme-mémoire,  Autrement, 2003

### Rezistența și epurarea
- Marc-Olivier Baruch, Une poignée de misérables. L'épuration de la société française après la Seconde Guerre mondiale,  Fayard, 2003
- Philippe Bourdrel, L'Épuration sauvage 1944-45, Perrin, Paris, 2002
- Herbert Lottman, L’Épuration (1943–1953),  Fayard, 1986
- Peter Novick, L'Épuration française. 1944-1949,  Balland, 1985